# Jordan Botaka
Jordan Botaka, né le 24 juin 1993 à Kinshasa, est un footballeur international congolais, qui joue au poste d'ailier droit.

## Biographie

### En club
Natif de Kinshasa de parents congolais, Botaka commence sa carrière aux Pays-Bas sous le maillot du RKVV Westlandia (en) puis de l'ADO La Haye, avant que ses parents ne déménagent à Anvers. Botaka rejoint alors les académies du RSC Anderlecht, du KSK Beveren puis du KSC Lokeren.

#### FC Bruges
Il commence sa carrière professionnelle au Club Bruges.
Durant ses 2 saisons dans le club de la Venise du nord, il ne jouera aucun match.

#### Excelsior Rotterdam
Après deux saisons au club sans jouer un seul match avec l'équipe première, et un prêt au CF Belenenses, il rejoint l'Excelsior Rotterdam où il trouve une place de titulaire. Avec ce club, il est demi-finaliste de la Coupe des Pays-Bas en 2015.

#### Leeds United FC
En 2016, il rejoint le club de Leeds United qui évolue en Championship.

#### Charlton Athletic FC
Le 11 août 2016, il est prêté à Charlton Athletic pour une saison.

#### K Saint-Trond VV
Le 26 juin 2017, Jordan Botaka signe un contrat de 3 saisons au K Saint-Trond VV.
Il s'impose très vite comme un titulaire indiscutable et deviendra même le capitaine de l'équipe.

#### KAA La Gantoise
Le 19 mai 2020, il s'engage pour quatre saisons en faveur du KAA La Gantoise, contre une somme qui s'élèverait à 600 000 euros.

#### Charleroi SC
N'arrivant pas à s'imposer à Gand, Jordan Botaka est prêté le 23 janvier 2021 pour 6 mois avec option d'achat au Sporting de Charleroi.
Il réalise un 2e tour satisfaisant avec les "Zèbres" mais ne parvient pas à convaincre la direction du club de lever l'option d'achat incluse dans le prêt.

#### Retour à Gand
De retour à Gand, Jordan Botaka est directement placé dans le noyau B le 22 juin 2021 par l'entraîneur Hein Vanhaezebrouck.
Le joueur recherche activement un  nouveau défi.

#### Fortuna Sittard
Le 28 janvier 2022, Jordan Botaka est prêté jusqu'à la fin de la saison au Fortuna Sittard, en  Eredivisie.

#### Hapoël Tel-Aviv
De retour à Gand, il est de nouveau prêté, le 15 août 2022, pour toute la saison 2022-2023 à Hapoël Tel-Aviv, en 1ere division israélienne.
Après une saison remarquée dans le championnat israélien, le club de Gand, auquel le joueur appartient toujours annonce, le 10 juillet 2023, mettre fin au contrat, qui courrait jusqu'en juin 2024, avec consentement mutuel.

#### MS Ashdod
Le 20 septembre 2023, Jordan Botaka signe pour une saison ( + 1 en option) au MS Ashdod, toujours en Israël.

#### Ironi Tiberias
Le 25 juillet 2024, Jordan Botaka signe pour une saison (+ 1 en option) à Ironi Tiberias où il connaîtra son 3e club israélien.

### En équipe nationale
Avec la sélection néerlandaise des moins de 19 ans, il participe aux éliminatoires du Championnat d'Europe des moins de 19 ans 2012.

## Statistiques
| Saison                | Club                     | Championnat           | Championnat | Championnat | Coupe(s) nationale(s) | Coupe(s) nationale(s) | Compétition(s) continentale(s) | Compétition(s) continentale(s) | Compétition(s) continentale(s) | RD Congo | RD Congo | Total | Total |
| Saison                | Club                     | Division              | M.          | B.          | M.                    | B.                    | Comp.                          | M.                             | B.                             | M.       | B.       | M.    | B.    |
| 2013-2014             | Excelsior Rotterdam      | Eerste Divisie        | 40          | 10          | 3                     | 0                     | -                              | -                              | -                              | -        | -        | 43    | 10    |
| 2014-2015             | Excelsior Rotterdam      | Eredivisie            | 33          | 1           | 5                     | 1                     | -                              | -                              | -                              | 3        | 1        | 41    | 3     |
| 2015-2016             | Excelsior Rotterdam      | Eredivisie            | 4           | 0           | -                     | -                     | -                              | -                              | -                              | -        | -        | 4     | 0     |
| Sous-total            | Sous-total               | Sous-total            | 77          | 11          | 8                     | 1                     | -                              | 0                              | 0                              | 3        | 1        | 88    | 13    |
| 2015-2016             | Leeds United             | Championship          | 13          | 0           | 1                     | 0                     | -                              | -                              | -                              | 4        | 2        | 18    | 2     |
| Sous-total            | Sous-total               | Sous-total            | 13          | 0           | 1                     | 0                     | -                              | 0                              | 0                              | 4        | 2        | 18    | 2     |
| 2016-2017             | Charlton Athletic (prêt) | Championship          | 26          | 2           | 3                     | 0                     | -                              | -                              | -                              | 5        | 1        | 34    | 3     |
| Sous-total            | Sous-total               | Sous-total            | 26          | 2           | 3                     | 0                     | -                              | 0                              | 0                              | 5        | 1        | 34    | 3     |
| 2017-2018             | Saint-Trond VV           | Division 1A           | 35          | 4           | 2                     | 1                     | -                              | -                              | -                              | 1        | 0        | 38    | 5     |
| 2018-2019             | Saint-Trond VV           | Division 1A           | 40          | 9           | 3                     | 0                     | -                              | -                              | -                              | 1        | 0        | 44    | 9     |
| 2019-2020             | Saint-Trond VV           | Division 1A           | 28          | 3           | 2                     | 1                     | -                              | -                              | -                              | 3        | 0        | 33    | 4     |
| Sous-total            | Sous-total               | Sous-total            | 103         | 16          | 7                     | 2                     | -                              | 0                              | 0                              | 5        | 0        | 115   | 18    |
| 2020-2021             | La Gantoise              | Division 1A           | 3           | 0           | -                     | -                     | -                              | -                              | -                              | -        | -        | 3     | 0     |
| Sous-total            | Sous-total               | Sous-total            | 3           | 0           | 0                     | 0                     | -                              | 0                              | 0                              | 0        | 0        | 3     | 0     |
| Total sur la carrière | Total sur la carrière    | Total sur la carrière | 222         | 29          | 19                    | 3                     | -                              | 0                              | 0                              | 17       | 4        | 258   | 36    |